# 旅する夫婦
『旅する夫婦』（たびするふうふ）は、2010年10月2日の14:00 - 15:24（JST）に、中部日本放送（CBC）が制作し、TBS系列で放送された単発のテレビドラマ。
CBC創立60周年記念番組。平成22年度文化庁芸術祭参加作品。CBC制作全国ネットのテレビドラマとしては最後のアナログ放送作品である。

## あらすじ
定年退職後、民夫は妻の里江と人前結婚式の司式業を第二の人生とし、全国の会場を転々としながら、旅を楽しんでいた。しかし不況のあおりで勤めていた会社が倒産し、企業年金を受け取れなくなり、厚生年金だけでの生活を余儀なくされる。さらに民夫は緑内障を患い、徐々に視力を失い始めていて、仕事ができなくなった時のために、終の棲家となるマンションのローンを内緒で完済させようとしたが、立ち寄った銀行でその金を盗まれてしまう。そんなある日、結婚式のオファーが届き、熊野に旅立った二人を出迎えたのは、里江の別れた夫・陽一と娘・栞だった。

## キャスト
- 小林里江 - 伊藤蘭
- 小林民夫 - 岸部一徳
- 浜田陽一 - 塩見三省
- 浜田栞 - 吹石一恵
- 中尾裕也 - 海斗

## スタッフ
- 脚本 - 市川森一
- 音楽・歌語り - 辛島美登里
- ロケ協力 - 三重県、紀北町、御浜町、紀宝町、熊野市、東紀州プレス&フィルムコミッション、東紀州観光まちづくり公社、紀南ツアーデザインセンター　ほか
- ウエディングドレスデザイン - 桂由美
- 和太鼓演奏 - 熊野鬼城太鼓

- 技術 - 江口彰吾
- 調整 - 加藤弘明
- 撮影 - 長崎康弘、川原竜
- 照明 - 森圭司、寺田吉宏、神尾卓哉、林良樹
- 音声 - 亀井大策、服部良隆、倉橋宏彰
- 美術 - 三木和彦
- 美術進行 - 綾部義之
- 小道具 - 高津商会
- 持道具 - 京阪商会
- 小道具操作 - 仁平繁雄、長谷川竜一
- 持道具操作 - 山中直美
- 特効 - 七海真
- 衣装 - 西村明美
- 化粧 - 富田みゆき、竹市直美
- スタイリスト - 西ゆり子（伊藤蘭担当）
- メイク - 西村佳苗子（伊藤蘭担当）
- 編集 - 藤村芳美
- MA - 稲垣晶
- 音響効果 - 高野裕夫
- 番組宣伝 - 榊原正樹
- 東京番宣 - 大羽秀樹
- スチール - 大澤健二
- 制作担当 - 鈴木孝亮
- デスク - 渡辺香里
- 記録 - 松田真由美
- プロデューサー補 - 小森耕太郎
- 演出補 - 佐藤和成、田中惇也
- プロデューサー・演出 - 堀場正仁
- 製作著作 - 中部日本放送

## 主題歌
- 辛島美登里『温かな絆』

## 受賞歴
- 2011年日本民間放送連盟賞 テレビドラマ種目 優秀賞[2]